# Xysticus arenarius
Xysticus arenarius är en spindelart som beskrevs av Tord Tamerlan Teodor Thorell 1875. Xysticus arenarius ingår i släktet Xysticus och familjen krabbspindlar.
Artens utbredningsområde är Ukraina. Inga underarter finns listade i Catalogue of Life.